# Thug World Order
Thug World order es el quinto álbum de estudio del grupo de hip-hop Bone Thugs-N-Harmony, lanzado el 29 de octubre de 2002 por el sello Ruthless Records. Este fue el último álbum del grupo lanzado por el sello Ruthless.

## Lista de temas
- T.W.O Intro
- Bone, Bone, Bone
- Guess Who's Back (featuring LaReece)
- Home (Feat. Phil Collins)
- What About Us
- Get Up & Get It (featuring 3LW/Felecia)
- Bad Weed Blues
- All the Way
- Non-Fiction Words By Eazy-E (skit)
- Pump, Pump
- Set It Straight
- Money, Money
- Not My Baby
- Cleveland Is the City (featuring Avant)
- If I Fall
- A Thug Nation Soldier Conversation (skit)

- Datos: Q1757976